# Vương Vị
Vương Vị (王位, Ōi) là một trong tám danh hiệu lớn của thế giới Shogi chuyên nghiệp Nhật Bản, được tổ chức lần đầu tiên vào năm 1960 với sự đồng tài trợ của 6 tờ báo tại Nhật Bản là Nhật báo Hokkaido, Nhật báo Tokyo, Nhật báo Chunichi, Nhật báo Kobe, Nhật báo Tokushima và Nhật báo Nishinippon. Giải đấu tranh danh hiệu này được gọi là Vương Vị chiến (王位戦, Ōi-sen), không chỉ được tài trợ bởi 6 tờ báo nêu trên mà còn được tài trợ bởi hãng trà xanh ITOEN Oi Ocha kể từ kì 62 (2020) và được tổ chức bởi Liên đoàn Shogi Nhật Bản. 
Nhằm tìm ra Khiêu chiến giả thách đấu danh hiệu Vương Vị của đương kim kì đó, thể thức của Vương Vị chiến gồm có 2 phần chính là Sơ loại và Khiêu chiến giả Xác định với việc chia hai tổ kì thủ, đánh vòng tròn một lượt và sau đó cho hai kì thủ đứng nhất mỗi tổ thi đấu với nhau - ván đấu đó được gọi là Chung kết Khiêu chiến giả Xác định, người chiến thắng sẽ trở thành Vương Vị khiêu chiến giả. Thể thức như vậy đã được sử dụng ngay từ kì đầu tiên của Vương Vị chiến năm 1960. Sau đó, khiêu chiến giả và đương kim Vương Vị sẽ thi đấu với nhau trong một loạt trận Best of 7 - 7 ván mà ở đó, ai chiến thắng 4 ván trước là người chiến thắng chung cuộc và sở hữu danh hiệu Vương Vị.
Trong thứ tự sắp xếp danh hiệu nếu một kì thủ sở hữu nhiều hơn một danh hiệu, Vương Vị đứng thứ 3, tức là chỉ sau Long Vương - 1 và Danh Nhân - 2. Ngoài tất cả các kì thủ chuyên nghiệp đăng kí tham gia thi đấu, Vương Vị chiến cũng có sự xuất hiện của hai Nữ Lưu kì sĩ - một người là đương kim Nữ Lưu Vương Vị, người còn lại là Khiêu chiến giả của Nữ Lưu Vương Vị năm đó. Điều đó là cơ sở cho việc vào tháng 2/2021, Liên đoàn Shogi Nhật Bản đã thông báo về việc một Nữ Lưu kì sĩ lọt vào giai đoạn Khiêu chiến giả Xác định của một kì Vương Vị chiến, ngay lập tức cô ấy sẽ đạt đủ điều kiện để tham gia Kỳ thi Kết nạp Kì thủ chuyên nghiệp (棋士編入試験), tuy nhiên cho tới nay vẫn chưa có ai đạt đủ điều kiện bằng cách này. 
Ngoài ra, hàng năm (vào khoảng cuối tháng 12 - đầu tháng 1), Liên đoàn Shogi Nhật Bản thường tổ chức một ván đấu kỉ niệm giữa đương kim Vương Vị - Nữ Lưu Vương Vị (王位・女流王位記念対局), với ván đấu gần nhất được tổ chức giữa Fujii Sota Vương Vị - Satomi Kana Nữ Lưu Vương Vị vào ngày 6/1/2022.

## Danh dự Vĩnh thế Vương Vị
Vĩnh thế Vương Vị (永世王位 - Eisei Ōi) là danh dự được trao cho một kì thủ nếu người đó đạt đủ một trong hai điều kiện sau đây: 
- Chiến thắng danh hiệu Vương Vị đủ 10 lần.
- Sở hữu danh hiệu Vương Vị trong 5 kì liên tiếp.

Tính tới nay, đã có bốn kì thủ đạt được danh dự này/đủ điều kiện đạt danh dự này, đó là: 
- Ōyama Yasuharu (Vương Vị liến tiếp 5 kì 1-5)
- Nakahara Makoto (Vương Vị liên tiếp 5 kì 14-18)
- Habu Yoshiharu (Vương Vị liên tiếp 5 kì 34-38)
- Fujii Sōta (Vương Vị liên tiếp 5 kỳ 61-65)

## Các kì thủ giành danh hiệu Vương Vị
Dưới đây là danh sách các kì Vương Vị chiến trong quá khứ với người chiến thắng và đối thủ của mình. Lưu ý rằng tên kì thủ được in đậm để chỉ năm/kì mà kì thủ đã đạt đủ điều kiện cho danh dự Vĩnh thế Vương Vị.